# Ibeyi
Ibeyi is een sinds 2013 Frans-Cubaans muzikaal duo bestaande uit de tweelingzusjes Lisa-Kaindé Diaz en Naomi Diaz. Ze zingen in het Engels en Yoruba — een Nigeriaanse taal die hun voorouders spraken voordat ze in 1700 door de Spanjaarden als slaven naar Cuba werden gebracht.
Lisa doet voornamelijk de zang en Naomi vooral de traditionele Cubaanse slaginstrumenten cajón en batádrums. Daarnaast speelt Lisa ook piano.
Ibeyi wordt op z’n Engels uitgesproken als “ee-bey-ee”. In het Yoruba betekent dit "tweeling".
Hun muziek bevat elementen uit het Yoruba, Frans, Afro-Cubaanse fusion jazz en samples met traditionele instrumenten.

## Voorgeschiedenis
De dizygote tweeling werd in Cuba geboren en woonde daar nog twee jaar; later gingen ze er jaarlijks naar terug, voor vakantie. Ze groeiden op in Parijs, waar ze nu ook wonen. Hun vader was de Cubaanse percussionist Angá Diaz, die als lid van de Buena Vista Social Club met Ibrahim Ferrer, Rubén González en Máximo Francisco Repilado Muñoz optrad.
Na hun vaders overlijden in 2006 – de tweeling was toen 11 jaar oud – leerden ze de cajón te bespelen en bestudeerden ze de folk-nummers van de Yoruba.
Hun moeder Maya Dagnino is een Frans-Venezolaanse zangeres, die de twee als manager begeleidt en Lisa-Kainde aangemoedigde singer-songwriter te worden.
Toen ze 20 jaar waren, brachten ze hun gelijknamige debuutalbum "Ibeyi" uit. Het album is een ode aan hun overleden vader. Het nummer "Yanira" is opgedragen aan een oudere zus, die in 2013 overleed.

## Invloeden
Zowel vader Angá Diaz als Frank Ocean, James Blake en King Krule hebben volgens de tweeling hun muziek beïnvloed. In liveshows is onder andere rapper Jay Electronica met zijn song "Better In Tune With The Infinite" de inspiratiebron.
Hun muziek omvat kenmerken van soul, r&b, downtempo en elektronica met experimentele items.
In hun opnames laten zij een sterke en spirituele verbinding met hun Yoruba wortels zien, net als in de titels en thema’s. 
Ook het Santeria – beoefend door veel Afro-Cubanen – wordt door Lisa-Kaindé Diaz en Naomi Diaz van Ibeyi geroemd.

## Discografie

### Albums
Ibeyi (2015)
Ash (2017)
Spell 31 (2022)

### Ep's
Oya EP (2014)

### Singles
River (2014)
Stranger / Lover (2015)
Away away (2017)
- Bibliothèque nationale de France: cb169979895 (data)
- Gemeinsame Normdatei: 1068561432
- Library of Congress Control Number: no2015052080
- MusicBrainz: a4e3e7ca-87d7-4d5d-8a36-72e5f043e378
- Nationale Bibliotheek van Tsjechië: xx0193120
- Virtual International Authority File: 315523652